# 안나 보나이우토
안나 보나이우토(Anna Bonaiuto, 1950년 1월 28일 ~ )는 이탈리아의 배우이다. 1993년 영화 《어디있나요? 저는 여기 있어요》로 베네치아 영화제 볼피컵 여우조연상을, 1995년 영화 《방문하는 사람》으로 다비드 디 도나텔로상 여우주연상을 수상했다.

## 출연 작품
- 그때 그들 (2018)
- 나폴리: 위험한 유혹 (2017)
- 바나나 (2015)
- 부오니 어 눌라 (2014)
- 자유 만세 (2013)
- 뚜띠 알 마레 (2011)
- 우리의 신념 (2010)
- 일 디보 (2008)
- 화이트 앤드 블랙 (2008)
- 형은 외아들 (2007)
- 호반의 여인 (2007)
- 악어 (2006)
- 방문하는 사람 (1995)
- 일 포스티노 (1994)
- 어디있나요? 저는 여기 있어요 (1993)
- 나폴리 수학자의 죽음 (1992)
- 비애 (1990)
- 벨트 (1989)
- 사랑과 무정부 (1973)